# 芦城 (小惑星)
芦城 (14031 Rozyo)とは、小惑星帯にある小惑星の一つ。1994年11月26日に渡辺和郎によって発見された。
芦城は、2000年に小惑星として登録され、2013年12月21日にジェット推進研究所に名前が正式に承認された。
芦城は、小松市立芦城小学校の要望を聞いた渡辺和郎が国際 天文学連合（IAU）に申請し、承認された。ちょうど芦城小の創立220年の年でもあった。
芦城の直径は約12km、絶対等級は12.2等級である。